# Denni
Denni Rocha dos Santos est un footballeur brésilien né le 21 août 1982.

## Palmarès
- champion de Malte en 2012, 2014 et 2018
- Coupe de Malte en 2018